# Cladeutes minor
Cladeutes minor är en stekelart som beskrevs av Dmitriy R. Kasparyan 1994. Cladeutes minor ingår i släktet Cladeutes och familjen brokparasitsteklar. Inga underarter finns listade i Catalogue of Life.